# Les Sept Maris d'Evelyn Hugo
Les Sept Maris d'Evelyn Hugo est un roman de fiction historique de l'auteur américain Taylor Jenkins Reid, publié par Atria Books en 2017. Le roman raconte l'histoire de la star fictive du vieux Hollywood, Evelyn Hugo, qui, à 79 ans, donne une dernière interview à une journaliste inconnue : Monique Grant.
Le roman a été nommé pour un Goodreads Choice Award pour la meilleure fiction historique de 2017,,.

## Structure du livre
Le livre est divisé en sept parties qui portent toutes le nom des maris d'Hugo afin de faire la chronique de sa vie au cours des mariages et des liaisons qu'elle vit ; en outre, les titres comportent des adjectifs pour souligner les sentiments et les opinions d'Hugo à l'égard de ces derniers. Par exemple : « Harry Cameron, brillant, au cœur tendre et torturé » et « Don Adler, le maudit ».

## Histoire
Evelyn Hugo, une ancienne star recluse, annonce la vente aux enchères de sa collection de robes célèbres afin de récolter des fonds pour une association de lutte contre le cancer du sein en l'honneur de sa fille décédée. Elle choisit la journaliste Monique Grant pour l'interviewer à propos de la vente aux enchères. Monique, qui n'a aucun lien avec Evelyn, ne comprend pas pourquoi Evelyn insiste pour que ce soit elle qui mène l'entretien. Lorsque les deux femmes se rencontrent, Evelyn révèle qu'elle n'est pas intéressée par une interview pour le magazine de Monique, mais qu'elle souhaite que cette dernière écrive l'histoire de sa vie. Lorsqu'on lui demande d'expliquer pourquoi, Evelyn se contente de lui dire qu'elle a trouvé Monique grâce à un article qu'elle avait écrit sur le suicide assisté, et promet qu'elle répondra à toutes les questions de Monique une fois qu'elle aura fini de raconter son histoire. Monique accepte l'offre et Evelyn commence à raconter les événements de sa vie.

## Liste des personnages

### Pauvre Ernie Diaz
Evelyn rencontre son premier mari, Ernie Diaz, à l'âge de 14 ans. Elle l'épouse alors afin d'atteindre Hollywood et d'échapper à son père violent de Hell's Kitchen. Elle est remarquée par Harry Cameron, un jeune producteur des studios Sunset, et tous deux deviennent des amis proches. Evelyn séduit un cadre des studios Sunset pour faire avancer sa carrière et divorce d'Ernie lorsque le studio la met en relation avec des acteurs populaires pour se faire de la publicité.

### Maudit Don Adler
Evelyn tombe amoureuse de l'acteur Don Adler, qu'elle épouse et qu'elle considère comme le premier grand amour de sa vie. Peu après leur mariage, Don commence à abuser physiquement d'Evelyn.
Dans une adaptation de Les Quatre Filles du Docteur March, Evelyn, maintenant âgée de 21 ans, joue aux côtés de Celia St. Evelyn est d'abord jalouse du talent de Celia, mais toutes deux se lient rapidement. Lors d'une soirée, une autre actrice du film laisse entendre que Celia est lesbienne. Evelyn confronte Celia en privé pour lui demander si c'est vrai, et les deux partagent un baiser. Evelyn découvre que Don lui a été infidèle, ce qui l'amène à divorcer et à saboter sa carrière en demandant aux dirigeants du studio de la mettre à l'index.

### Candide Mick Riva
Evelyn et Celia deviennent amantes, à l'insu du public. Pour relancer sa carrière, Evelyn se rend à Paris et joue dans un film osé du réalisateur français Max Girard. Alors qu'elle assiste à un concert du chanteur Mick Riva, Evelyn tient involontairement la main de Celia pendant un instant ; quelques spectateurs le voient et des rumeurs commencent à se répandre dans les tabloïds sur la relation d'Evelyn et de Celia. Pour détourner l'attention de la presse, Evelyn se rend à Las Vegas avec Mick et le convainc qu'elle n'aura pas de relations sexuelles en dehors du mariage. Le mariage est annulé le lendemain, mais quelques semaines plus tard, Evelyn découvre qu'elle est enceinte. Elle se fait avorter à Tijuana, mais Celia se sent trahie par le fait qu'Evelyn ait couché avec Mick et la quitte. Les deux ne se parlent plus pendant cinq ans.

### Intelligent Rex Nord
Après avoir joué dans une adaptation d'Anna Karenina, Evelyn épouse son partenaire, Rex North, pour se faire de la publicité. Ils restent mariés pendant quelques années, mais après que Rex a mis sa petite amie enceinte, Evelyn fait croire qu'elle et Harry Cameron avaient une liaison. En réalité, Harry sort secrètement avec le quarterback John Braverman, qui est marié à Celia.

### Brillant, bon, torturé Harry Cameron
Evelyn et Celia se retrouvent. Evelyn épouse Harry, déménage à Manhattan et vit en étroite collaboration avec Celia et John, se faisant passer pour deux couples hétérosexuels. Pendant les émeutes de Stonewall, ils conviennent tous les quatre de commencer à financer secrètement les pionniers LGBT, puisqu'ils ne peuvent pas y participer publiquement. Après quelques années idylliques, Harry propose à Evelyn et lui d'avoir un enfant, ce qu'Evelyn accepte. Avec la bénédiction de Celia, ils ont une fille nommée Connor.
À la fin de la trentaine, Evelyn joue dans un autre film de Max Girard, dans lequel elle accepte une scène de sexe explicite avec Don Adler. Réalisant qu'elle aurait dû demander à Celia sa bénédiction pour tourner une telle scène avec son ex-mari, Evelyn se confesse après coup, et Celia la quitte à nouveau. John Braverman meurt d'une crise cardiaque et Harry, le cœur brisé, se met à boire excessivement.

### Décevant Max Girard
Max Girard poursuit Evelyn et elle accepte de l'épouser, mais elle découvre rapidement qu'il ne l'aime pas vraiment en tant que personne, mais seulement comme le sex-symbol qu'elle est devenue. Elle reste mariée avec lui pendant six ans avant de retrouver Celia. Elle apprend que Celia souffre d'emphysème et qu'il lui reste moins de dix ans à vivre. Celia suggère à Evelyn d'épouser son frère, Robert, afin qu'elle puisse gérer les biens de Celia à sa mort. Ensemble, ils se préparent à partir en Espagne avec Connor et Harry pour vivre les dernières années de Celia dans une relative obscurité et dans la paix.
Avant de partir, Evelyn découvre la scène d'un accident de voiture devant le domicile de Harry. À l'intérieur de la voiture, elle trouve un Harry gravement blessé ainsi qu'un passager inconnu décédé. Pour éviter à Harry d'être accusé de conduite en état d'ivresse, Evelyn installe le passager à la place du conducteur. Harry meurt à l'hôpital, laissant Evelyn et Connor en deuil.

### Agréable Robert Jamison
Evelyn, Celia et Connor s'installent en Espagne avec Robert, le frère de Celia, qu'Evelyn épouse. Dix ans plus tard, Celia meurt à l'âge de 61 ans, et Robert quelques années plus tard. À 39 ans, Connor apprend qu'elle a un cancer du sein et meurt dix-huit mois plus tard. C'est à ce moment-là qu'Evelyn termine le récit du passé à Monique et lui révèle que l'homme qui se trouvait dans la voiture avec Harry était le père décédé de Monique, James. En jouant la scène comme elle l'a fait, Evelyn a laissé croire à Monique et à sa mère que James était mort en conduisant en état d'ébriété. Evelyn remet à Monique une lettre écrite par James à Harry, dans laquelle il lui explique son amour pour Harry mais lui dit qu'il ne peut pas partir en Espagne avec lui, car sa femme et Monique sont sa famille.
Furieuse, Monique demande quand elle pourra publier le livre sur Evelyn. Evelyn lui explique qu'elle aussi est atteinte d'un cancer du sein et qu'elle a l'intention de publier le livre après sa mort. Monique se sépare d'Evelyn, mais se rend vite compte qu'Evelyn a révélé tout cela parce qu'elle a l'intention de mettre fin à ses jours. Elle envisage d'appeler les autorités, mais décide que c'est à Evelyn de décider si elle veut mourir. Evelyn est retrouvée morte, et sa mort est déclarée comme étant une overdose accidentelle.
Monique finit par publier l'introduction de sa biographie sur Evelyn, révélant enfin que le véritable amour de la vie d'Evelyn n'était aucun de ses sept maris, mais plutôt Celia St.

## Conception
Reid a publié la couverture du livre et un extrait du livre dans Entertainment Weekly le 6 décembre 2016.
Selon Reid, Evelyn s'inspire en partie des actrices Elizabeth Taylor, qui a été mariée huit fois à sept hommes différents, et Ava Gardner, qui a révélé les secrets de sa vie à un journaliste, qui les a publiés dans Ava Gardner : The Secret Conversations. Mme Reid a également déclaré que Rita Hayworth avait influencé Evelyn. Hayworth, dont le père était espagnol, a connu des débuts très similaires à ceux d'Evelyn et de multiples relations tout au long de sa carrière. Parmi les autres influences, citons Tab Hunter Confidential : The Making of a Movie Star, une autobiographie de Tab Hunter qui décrit la vie de la communauté LGBTQ+ à Hollywood à l'époque, et Scandals of Classic Hollywood d'Anne Helen Petersen.

## Éditions
The Seven Husbands of Evelyn Hugo est paru en couverture rigide le 1er juin 2017 chez Atria Publishing Group. Le 13 juin, le roman est sorti en livre de poche, en Audible audio et en édition Kindle. The Seven Husbands of Evelyn Hugo a également été traduit en espagnol, portugais, polonais, grec, turc, lituanien, suédois, croate, tchèque, français, slovaque, hongrois, allemand, néerlandais, italien, ukrainien, islandais, hébreu et chinois.

## Adaptations

### Adaptation télévisée annulée
En 2019, Freeform et Fox 21 Television Studios ont récupéré les droits pour les développer. Jennifer Beals et Ilene Chaiken, qui ont travaillé sur The L Word, devaient produire la série. Reid devait travailler sur la série en tant que scénariste. En juin 2021, Reid a confirmé dans une interview que les droits n'appartenaient plus à Freeform et qu'ils seraient produits sur une autre plateforme. Elle a déclaré qu'elle se sentait "vraiment bien avec la direction que cela prend".

### Adaptation cinématographique
Le 24 mars 2022, il a été annoncé que Netflix adapterait le roman en un long métrage avec Liz Tigelaar à l'écriture et Margaret Chernin à la production. Le film sera réalisé par Leslye Headland.

## Réception
Le roman a reçu des critiques positives. Le Globe and Mail l'a qualifié de "récit cinématographique avec des racines difficiles, des hauts stupéfiants et des bas écœurants". Le roman a été nommé pour le Goodreads Choice Award de la meilleure fiction historique de 2017, et finaliste pour le Book of the Month's Book of the Year award en 2017.